# 帕吉特山

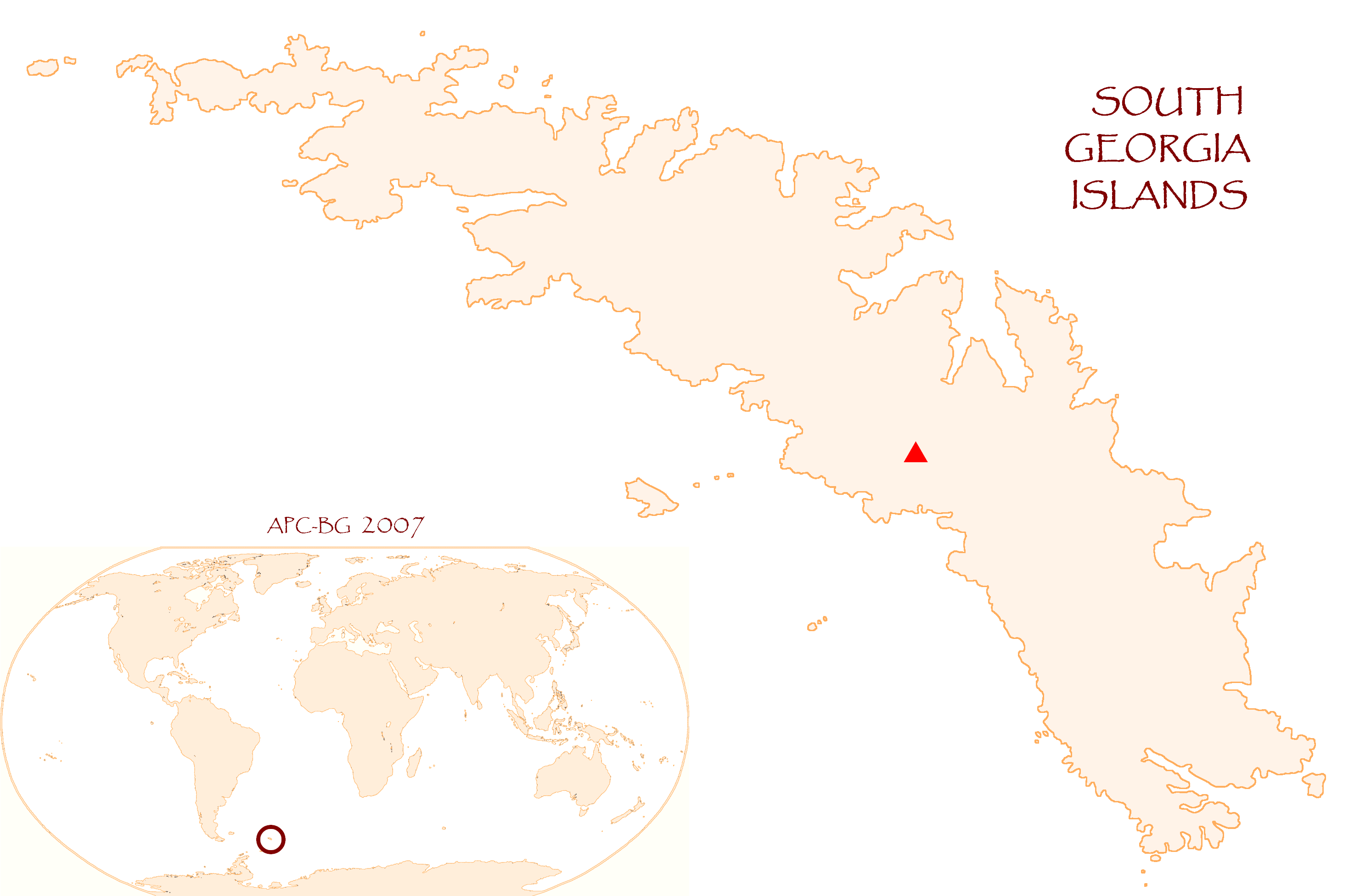
帕吉特山在南喬治亞島的位置

帕吉特山（英語：Mount Paget）是位於南佐治亞的山峰，屬於阿勒代斯山脈的一部分，海拔高度2,934米，乃該山脈的最高點。此峰於1964年12月30日由英國探險家首次登頂。